# Heini Vatnsdal
Heini Vatnsdal (født 18. oktober 1991) er en færøsk professionel fodboldspiller, der spiller som midtbanespiller for KÍ Klaksvík og for Færøernes fodboldlandshold. Fra september 2015 til 2020 spillede han over hundrede kampe for Fremad Amager i 1. division. Vatnsdal har også spillet flere kampe for Færøernes ungdomslandshold. Tidligere har han spillet for de færøske klubber HB Tórshavn og FC Suðuroy.

## Karriere

### Klubkarriere
Vatnsdal spillede de første år på Færøernes sydligste ø Suðuroy for holdet VB/Sumba, der skiftede navn til FC Suðuroy. I 2013 skiftede han til HB i Tórshavn, hvor han spillede til han flyttede til Danmark i 2015 for at tage en uddannelse. Der fik han kontrakt med Fremad Amager, hvor han spillede i fem år. Det blev til 105 kampe for klubbens 1. divisionshold. Hans sidste kamp for Fremad Amager blev mod Vejle Boldklub, som Fremad Amager vandt 4-1 og endte på en fjerdeplads i 1. division. Sommeren 2020 flyttede Vatnsdal med familien tilbage til Færøerne, hvor han underskrev kontrakt med de regerende færøske mestre, KÍ Klaksvík. Der blev han en del af truppen, der satte færøsk rekord som den klub, der som den hidtil eneste (pr. september 2020) er nået til en play-off kamp i en europæisk turnering, da KÍ Klaksvík vandt storsejr 6-1 over de georgiske mestre Dinamo Tbilisi i 3. kvalifikationsrunde i Europa League.